# Разнежье
Разне́жье — село в Воротынском районе Нижегородской области, входит в состав Михайловского сельсовета. Пристань на левом берегу Волги.

## Географическое положение
Село Разнежье расположено на левобережье реки Волга, на берегу протоки (воложки) в 6 км от села Михайловское. До районного центра можно добраться лишь паромной переправой Михайловское — Фокино.

## История
Согласно суздальской летописи в 1372 году есть упоминание о первом поселении — Разнежье на Воротынской земле.
После смерти в 1389 году великого князя Московского Дмитрия Ивановича Донского правителем государства стал его сын Василий Дмитриевич. Действуя всеми доступными средствами он повёл активную политику на присоединение к Московскому княжеству исконных русских земель. Так в 1392 году он купил в Орде у Тохтамыша права на великокняжеский стол Нижегородского княжества. Местные бояре утратили прежние привилегии и вынуждены были искать источники существования. Так Семён Разнежский заложил своё имение, включая земли, воды и бортными угодьями за 20 руб. серебра архимандриту нижегородского Благовещенского монастыря Малахию до Вербного воскресенья следующего года. В случае неуплаты в срок долга Разнежские земли навсегда переходили в монастырское владение. Очевидно, князь не сумел найти денег для выкупа, хотя он оговорил в договоре, что в случае неуплаты им долга, Разнежские земли и воды будут значиться как вклад для поминовения 3 февраля каждого года его вместе с родом. Так древняя запись монастырского синодика (сохранился в подлиннике) не только уточняет полное прозвание первого владельца земель на левобережье Волги — Семёна Степанова сына Разнежского, но и состав одного из древнейших родов нижегородцев.
Два последующих столетия не приносили Благовещенскому монастырю особых доходов от разнежской вотчины. Эти земли оказались беззащитными перед постоянными угрозами с востока со стороны Казанского ханства. Так в 1439 году отряд Улу-Мухаммеда выжег Макарьев-Желтоводский монастырь, пройдя вверх по Волге как раз через Разнежье. После этого район Заволжья запустел на века. Власти Благовещенского монастыря стали платить в казну за Разнежские владения в год всего 50 коп.
Согласно нижегородской летописи, «в Разнежье в мае 1469 года ночевала судовая рать нижегородского воеводы И. Д. Руна, направлявшегося походом на Казань».
После окончания Смуты начала XVII века, в относительно мирных условиях жизни Поволжья, жизнь здесь стала постепенно возрождаться.
Весьма ценная историческая и географическая информация содержится в монастырских описях владений: «Благовещенского монастыря вотчина село Разнежье, что поселено вновь после писцовых прежних книг (1621 — 1624 годов) от реки Волги вверх по Рознежской заводи, от устья на правой стороне, на бортных Рознежских ухожьях и от реки ж Волги, промеж речек Талбочановки и Орловки, а Строек и Бабки то ж».
В 30-х годах XVII в. был возведён деревянный шатровый Благовещенский храм, в его ризнице были не только обычные для сельских церквей оловянные сосуды, но и серебряный потир и дискос.
В середине XVII века среди сельчан появились и бобыли, не имевшие пахотной земли и занимавшиеся исключительно ремеслом и торговлей.
В 1651 году рудознатец лысковчанин Фёдор Бобёр близ Разнежья выявил промышленные залежи болотных руд. В Москву сообщалось, что
«Нижнева Новагорода Благовещенскова монастыря вотчин, село де, словет Рознежье и дер. - Рознежье, тут де сказывают большую железную руду. А мастеров де у них нет; а руда де лежит в стоячего человека; емлют де крестьяня Благовещенска монастыря тое руду; кладут в онбар, а железа де у них делать некому...»
Владелец лысковских земель боярин Б. И. Морозов указал своему нижегородскому приказчику П. Внукову незамедлительно перекупить рудные места у властей Благовещенского монастыря. Однако последние осознали выгоды рудных разработок, поэтому в Разнежье прислали нижегородского кузнеца Андрея Павлова, который наладил местную выплавку железа. Он и стал родоначальником местного рудного промысла в XVII веке. Главным же в жизни крестьян и бобылей Разнежья всё же оставались работы на Волге и обслуживание её судоходства. Заезжим торговцам сбывался строевой лес и небольшие суда, смола и льняные холсты, железо в прутьях и кованные судовые скобы.
В конце XVII столетия Разнежье с приписанными к нему починками и деревнями стало одним из крупнейших вотчинных хозяйств столичного патриаршего дома, ибо ещё с XIV века нижегородский Благовещенский монастырь был домовым Московских митрополитов, а со времени учреждения в России патриаршества (1589 год) — домовой патриаршей обителью, регулярно получая из Москвы поддержку и жалованные грамоты с привилегиями.
Серьёзный урон хозяйству Разнежья принесла Петровская эпоха с её войнами и всевозможными «тяготами» для простого люда.
В 1700 году, когда Пётр I запретил избрание на место умершего нового патриарха, село потеряло своего покровителя. Обширные владения нижегородского Благовещенского монастыря, в том числе Разнежье, оказались подконтрольными государству. Крестьян ежегодно забирали на общественные работы: для рубки леса на строительство флота, на возведение новой столицы Санкт-Петербурга, самых сильных и молодых мужчин забирали в рекруты. Ежегодно росли различные подати и чрезвычайные поборы: на наём ямских подвод для перевозок войск, артиллерии и провианта, на покупку лошадей и сёдел, в «корабельное дело» и т. п.
Хозяйство Разнежья в начале XVIII столетия пережило заметный упадок ещё и по другой причине. В 1700 году Пётр I пожаловал адмиралу Ф. А. Головину правобережную Барминскую волость. Барминцы, пользуясь покровительством графа, самовольно въезжали в леса Разнежья, вырубали леса, опустошали борти, захватывали сенные пожни и покосы, рыбные ловли и бобровые гоны.
В 1764 году земли, принадлежавшие Благовещенскому монастырю, были отписаны в казну, и Разнежье было подчинено Коллегии экономии. Тогда в селе насчитывалось 376 мужчин и 403 женщины. Село стало центром особой Разнежской волости, которая в 1779 году вошла в состав Васильсурского уезда. При государственном управлении жизнь местных крестьян стала куда как легче, что тотчас сказалось и на росте численности населения.
До XX века Разнежье оставалось крупным промысловым центром Поволжья, ориентируясь на жизнь Волги. Отсюда вывозился строевой лес, плотники из Разнежья ежегодно уходили на заработки на верфи, точно так же, как и в лоцманы, водоливы и вообще судорабочими самых различных специальностей.
В XXI веке село, прошедшее через века своей истории весьма трудный путь, переживает далеко не лучшие времена. Серьёзнейший удар по хозяйственно-бытовому укладу Разнежья нанесло поднятие воды в Чебоксарском водохранилище. Под волжские воды ушли заливные луга, исчезли пастбища для скота. Начавшаяся в середине 1980-х годов перестройка привела к исчезновению лесных промыслов.

## Население
| 2002 | 2010 |
| ---- | ---- |
| 609  | ↘455 |

## Достопримечательности

### Церковь

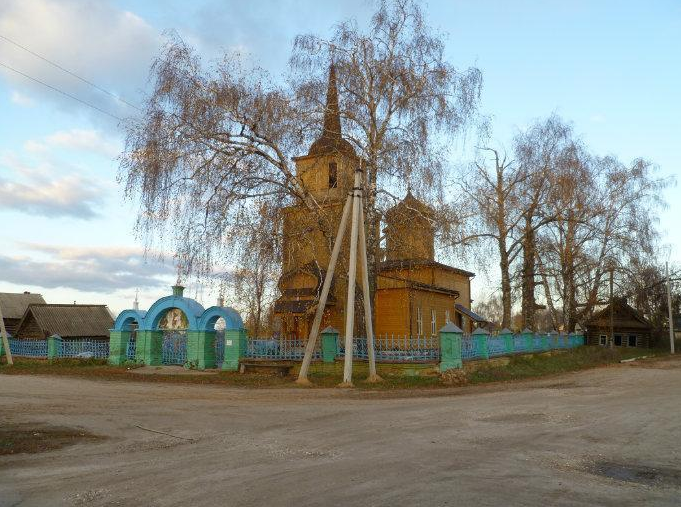
Вид на церковь около Пожарной части

Церковь Благовещения Пресвятой Богородицы с. Разнежье Лысковской епархии Макарьевского благочиния. Священник живёт через дом на той же улице рядом с церковью. Церковь находится через дорогу от Пожарной станции и магазина «Малинка». Считается, что церковь стоит в самом центре села. Исторически церковь находилась на краю деревни, рядом с ней было кладбище, что отражено на карте Менде. Немного подальше от церкви стоит магазин хозтоваров, а перед ним стоит памятник героям войны 1941—1945. Дальше находятся так называемые «Пески», где люди купаются. Там нет камней и других опасных предметов. Согласно суздальской летописи в 1372 году есть упоминание о первом поселении — Разнежье на Воротынской земле. Через сто лет, подтверждает нижегородская летопись, «в Разнежье в мае 1469 года ночевала судовая рать нижегородского воеводы И. Д. Руна, направлявшегося походом на Казань»

## Базы отдыха
Недалеко от села находятся базы отдыха «Заводь» (основана в 2007 году) и «Разнежье» (2005).

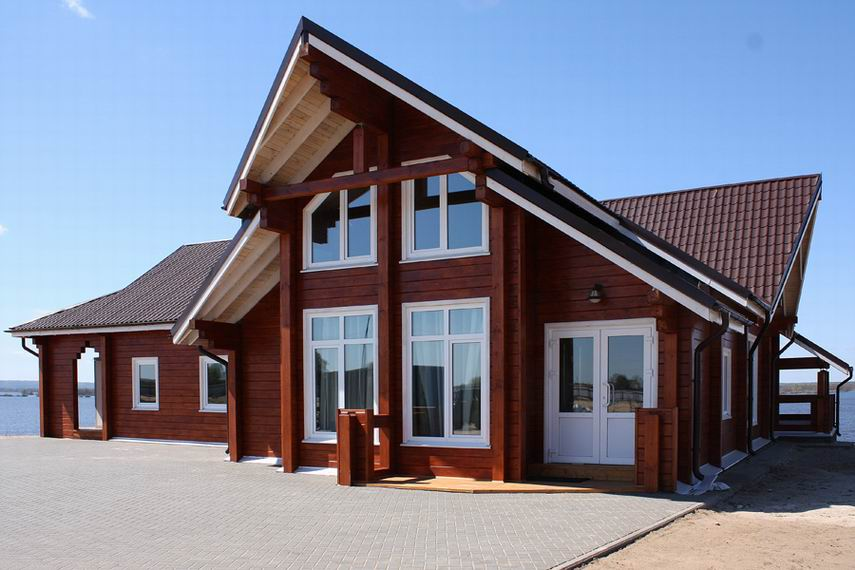
Многофункциональный большой двухэтажный дом с бильярдной комнатой и другими функциями на турбазе